# Kira van Pruisen

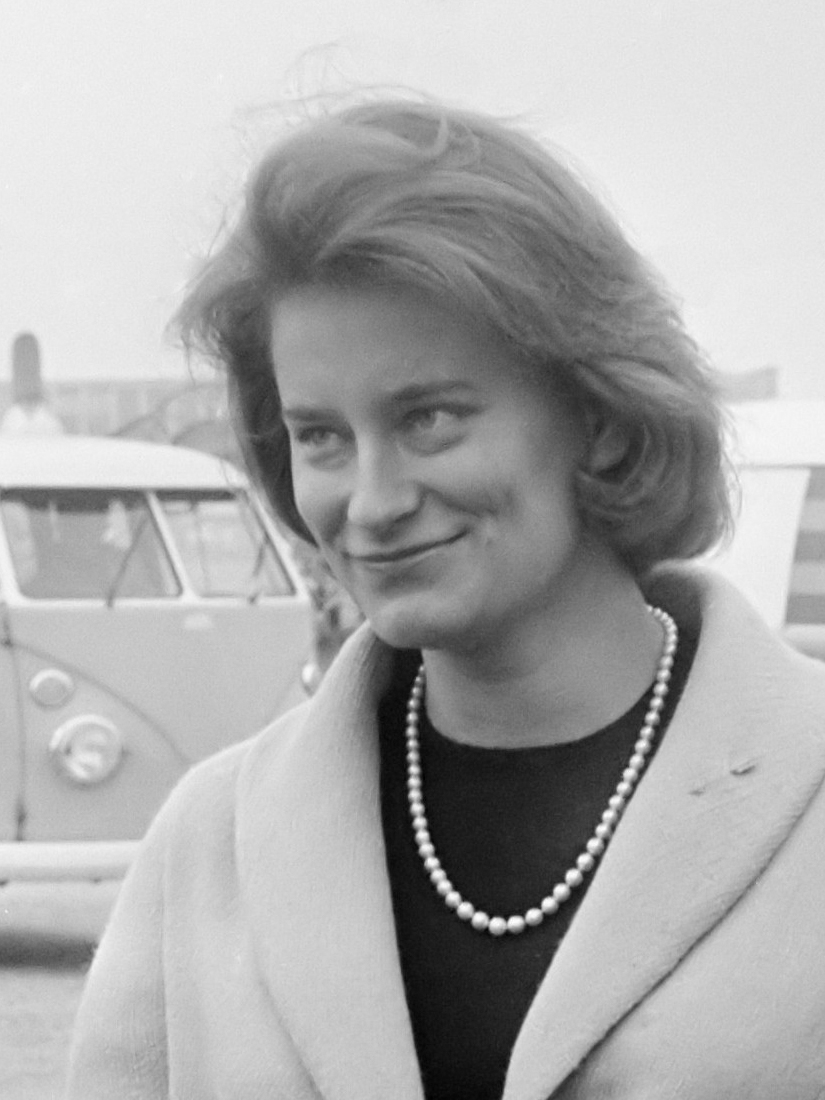
Kira van Pruisen (1966)

Kira Auguste Viktoria Friederike van Pruisen (Cadinen, nabij Tolkmicko, West-Pruisen, 27 juni 1943 – Berlijn, 10 januari 2004) was een dochter van Louis Ferdinand van Pruisen en Kira Kirillovna van Rusland.
Kira huwde op 10 september 1973 met Thomas Frank Liepsner. De kerkelijke inzegening volgde de dag erna.

Het echtpaar had een dochter, Kira-Marina Liepsner (22 januari 1977). Hun huwelijk werd in 1984 ontbonden.
Kira besteedde veel van haar tijd aan verschillende stichtingen, waaronder de naar haar moeder vernoemde, stichting "Prinses Kira van Pruisen Stichting" ("Prinzessin Kira von Preußen Stiftung").